# 순수실독증
순수실독증(pure alexia) 혹은 실인성실독증(agnosic alexia) 혹은 실서증 없는 실독증(alexia without agraphia) 혹은 순수문자맹(pure word blindness)은 지엽적 난독군(peripheral dyslexia group)을 구성하는 난독증(alexia)의 한 유형이다. 순수실독증 환자는 이름 부르기, 구어적 반복, 청력적 이해, 글쓰기와 같은 언어 능력은 온전하지만, 읽기 부문에 있어 심각한 문제를 보인다.
순수실독증은 실서증(agraphia) 없는 실독증, '축자적 난독증(letter-by-letter dyslexia)', '철자 난독증(spelling dyslexia)', "단어 형태 난독증(word-form dyslexia)' 등이 있다. 다른 이름으로는 '데제린 증후군(Dejerine syndrome)'이라 한다. 이는 1892년 이 증상을 언급한 조세프 쥘 데제린(Joseph Jules Dejerine)의 이름에서 나왔다. 그러나 이 이름을 사용하면, 그것은 창시자가 데제린으로 같은 질병인 내측연수증후군(medial medullary syndrome)과 혼동되어서는 안된다.

## 분류
순수실독증은 국한된 뇌영역 내의 뇌손상(cerebral lesion)이 원인이며, 따라서 순수실독증은 후천성 읽기장애인 실독증(alexia)에 속한다. 이는 읽는 것을 배우는데 문제가 있는 아동에게 보이는 발달성 난독증(developmental dyslexia)과는 다르다.

## 원인
순수실독증에는 거의 대부분 좌측 후대뇌동맥(posterior cerebral artery)의 경색(infarction)이 동반된다. (후대뇌동맥은 특히 뇌량팽대(腦梁膨大, splenium of the corpus callosum)와 좌측 시각 피질(visual cortex)을 관류한다.) 그로 인한 결함이 순수실독증일 것이다. 다시 말해 환자는 쓸 수 있지만 읽을 수 없다. 심지어 방금 자신이 쓴 것도 읽지 못한다. 그러나 순수실독증은 청각적 투입이 아닌 시각적 투입에 영향을 주기 때문에, 큰 소리로 철자를 읽어주면 순수실독증 환자들은 이해할 수 있다. 좌측 시각 피질의 손상으로 인하여 우측 시각 피질(후두엽occipital lobe)은 시각 정보를 처리할 수 있지만, 뇌량팽대의 손상으로 인하여 정보를 좌뇌의 브로카 영역(Broca's area)이나 베르니케 영역(Wernicke's area)과 같은 언어 영역(language area)으로 보내는 것은 불가능하다. 환자들은 대개 후대뇌동맥에 뇌졸중(stroke)이 있다. 그러나 환자들은 다른 외상성 뇌손상(traumatic brain injury, TBI)의 결과로서 순수실독증에 걸렸을 수도 있다. 정상적인 읽기에 필요한 영역으로 흘러가는 적절한 혈류를 막는 무언가가 증상을 일으킬 것이다. 후대뇌동맥은 그 자체만으로는 발병 원인이 아니기 때문에, 증상의 원인에 있어 주요 발생지가 된다. 또한 후대뇌동맥은 내측측두가지(anterior temporal branch), 후측측두가지(posterior temporal branch), 거형가지(calcarine branch), 두정후두가지(parieto-occipital branch)에 혈액을 공급하기도 한다. 후대뇌동맥의 중요성은 위치에 있다. 이 동맥들은 모두 뇌의 후외부(back outer part)로 혈액을 공급한다. 또한 이 부분은 뇌의 외측 후부(posterior lateral part)이기도 하다. 순수난독증이 경우 뇌의 그 영역, 특히 측두후두부(temporo-occipital area)에서 발견된다. 이 영역은 난독증이 없는 사람이 철자 수정을 처리할 때에 활성화된다. 이러한 활성화 패턴으로 인하여 이 영역은 시각 단어 형태 영역(visual word form area, VWFA)으로 불린다. 좌측 언어 영역과 운동 영역(motor area)의 연결 경로는 온전하기에 환자는 글씨를 쓸 수 있다. 그러나 순수실독증 환자는 각각의 글자들을 거듭 말할 수 있고 알아볼 수 있으며, 글자들의 배열을 단어로 인식할 수도 있다. 환자들은 자신의 장애에 적응하고 축자적 읽기(letter-by-letter reading) 방식과 같은 보강된 읽기 방식을 사용할 수 있다. 이러한 읽기 방식은 평상의 읽기 방식보다는 더 오랜 시간이 걸린다. 한 단어의 글자 수가 늘면서, 순수실독증 환자에게 걸리는 시간도 늘어난다. 추가되는 글자 하나마다 환자는 3초 더 걸린다.
일부 연구들은 순수실독증이 단절증후군(disconnection syndrome)의 결과라고 보여준다. 확산 이미지(diffusion image) 분석에 의하면, 시각 단어 형태 영역(VWFA)은 측두엽과 후두엽 사이에 놓인 돌출부(projection)인 하종속(下縱束, 혹은 하세로다발, inferior longitudinal fasciculus, ILF)을 통하여 후두엽과 연결된다. 기능자기공명영상법(functional magnetic resonance imaging, fMRI)과 확산강조 MRI(Diffusion Tensor Imaging, DTI)를 통하여, 하종속 수술 후 2주가 되면, 시각 단어 형태 영역(VWFA)-후두엽 연결관이 퇴화된다는 것이 확인된다. 이러한 결과는 수술 후에 순수실독증 증상을 보인 간질 환자들에게서 나왔다. 따라서 하종속 부전이 시각정보를 시각 단어 형태 영역으로 보내는 것에 지장을 준다는 것이 병리적 기제라고 가설로 세울 수 있다. 그러나 '시각 단어 형태 영역'이 특히 문자열(letter string)과 같은 복합적인 시각 자극에 예민하여 높은 시력 안와(眼窩) 투입(high acuity foveal input)을 처리하는 데에 기여한다는 가설도 있다. 연구는 좌측 후방추회상(後方錐回狀, posterior fusiform gyrus, pFG)에 손상을 입은 후, 익숙하거나 낯선 것 모두에 대한 비언어적 시각 자극의 처리에 지장이 발생하였다고 강조하였다.
순수실독증은 단어 독해를 할 수 없게 됨에도 일부에서는 기대하지 않은 독해 능력이 남아 있다. 예를 들어, 한 환자는 우연 이상의 개연성(greater-than-chance probability) 수준에서 어떠한 숫자가 더 큰지, 어느 한 숫자가 홀인지 짝인지를 알아보는 계산 능력이 있었다고 한다. 이 연구에서는 환자는 숫자를 읽을 수는 없었지만, 곱셈을 제외하고 덧셈과 뺄셈과 나눗셈과 같은 단순 산수 계산은 할 수 있었다고 전한다. 예를 들어 환자에게 '8-6'이라는 식이 제시되면 환자는 이것을 '5 빼기 4'라고 읽지만 우연 이상의 정확도로 '2'라는 정답을 이야기한다고 한다. 또한 순수실독증 환자들은 언어의 의미론적 처리 기능도 조금 남아 있다. 이들은 어휘판단(lexical decision)을 하도록 지시받거나 의미론적 범주화 결정(semantic-categorisation decision)을 할 때에도 우연 이상의 좋은 성과를 낼 수 있다. 이들은 또한 허사(functor)와 같은 말보다는 명사(noun)를 더 잘 구사하였고, 낮은 이미지성(imageability, 단어가 특정 공간에 인상을 불러일으키는 정도)의 단어보다는 높은 이미지성 단어를 더 잘 다뤘다. 또한 이들은 접미사(suffix)에 대하여서는 낮은 성과도를 보였다. 그러나 이는 우뇌 투입이나 남아 있는 좌뇌 투입때문일 것이다.

## 연구
환자에게 있어 흔히 나타나는 증상은 축자적 읽기(letter-by-letter reading, LBL)이다. 이는 환자들이 읽는다는 것을 보여주기 위하여 고안해 내는 방식으로 채택하는 보상 전략(compensatory strategy)이다. 단어의 자음과 모음을 보고 그것이 소리 나는 그대로 읽는다. 그러나 이러한 방식은 항상 제대로 먹히지 않는다. 일례로 'phone'과 같은 단어는 자음 'ph'가 실제로는 'f' 발음이지만 환자들은 이를 인지하지 못하고 'f'로 읽지 않는다. 또한 단어를 읽는 방식을 통하여 환자들이 읽는 속도는 일반인에 비하여 훨씬 느리다. 페테르센(Petersen) 등은 읽기 시간 문제는 읽기 능력이 아니라 단어의 길이와 더 관련이 있다고 밝혔다. 페테르센 팀은 측후두엽(temporo-occipital lobe)의 우뇌 손상 환자 4명과 좌뇌 손상 환자 4명, 26명의 대조군에게 스크린 위에 일시적으로 단어 하나를 보여주었다. 이들은 3글자와 5글자 단어 20개와 7글자 단어 12개를 보았다. 이들에게는 단어를 가능한 신속 정확하게 읽도록 요청하였다. 좌뇌 손상 환자들은 단어의 어려움에도 불구하고 단어가 길 수록 대조군보다 더욱 느리게 대답하였다. 단어가 길 수록 단어의 바깥면에 있는 문자들은 시야 주변부로 가고, 이는 환자에게 관심을 옮기게 하여 읽는 것이 더 길어지게 된다.

## 재활
환자를 재활 치료를 하려는 시도는 있어왔지만 대체로 효과가 있는 것은 거의 없었다. 대부분의 재활 훈련은 환자 1명 혹은 소그룹에 특화되었다. 가장 단순하게는 환자에게 단어를 크고 반복적으로 읽도록 연습시키는 것이다. 이는 뇌의 손상 체계를 자극하려는 의도이다. 이를 복합 구어 다시 읽기 치료(multiple oral re-reading treatment, MOR)라고 한다. 이는 환자가 축자적 읽기를 하지 못하도록 구성된 텍스트 기반 접근방식이다. MOR은 어느 정도 수준에 이르기까지 같은 텍스트를 크게 읽는 것으로 효과를 발휘한다. 환자에게 가장 중요한 기준은 향상되는 수준으로 읽는 것이다. 치료는 시각적 투입과 관련 철자 묘사 사이의 연계를 강화함으로써 환자가 축자적 읽기 전략을 쓰지 못하게 막는 것이다. 이러한 반복은 탑다운 처리를 사용하는 것이 위의 연구에 나타난 주변적 절차의 효과를 축소한다는 발상을 입증한다. 여기에서 목적은 바탐업 절차를 늘리는 것이다. 이는 희망적으로 단어 인식을 돕고, 읽기를 지지하는 모든 가능한 정보의 상호작용적 절차를 향상시킬 것이다. 'MOR을 통한 읽기 자극은 재활 효과가 있어서 읽기 속도와 정확성이 훈련되지 않은 텍스트에도 더욱 좋아지고, 단어 길이가 줄어드는 효과로 입증되듯이 단어 형태 인식도 향상된다.' 이러한 전략은 매우 좋은 결과를 보였다. 다른 전략은 교차식 치료(cross modal therapy)이다. 이 치료에서 환자는 크게 읽으려는 단어를 추적하도록 지시받는다. 고유운동 단서 제공 치료(kinaesthetic cuing therapy)나 모터-크로스 단서 제공 치료(motor-cross cuing therapy)와 같은 교차식 치료를 사용하여 성과가 있었지만, 스펙트럼 가운데 더 느리게 읽는 쪽에 있는 이들에게 실현할 수 있는 것이다.

## 같이 보기
- 난독증
- 실어증